# Cololejeunea pseudo-obliqua
Cololejeunea pseudo-obliqua là một loài Rêu trong họ Lejeuneaceae. Loài này được Tixier mô tả khoa học đầu tiên năm 1995.